# Francesc Oliver i de Boteller
|  | Per a altres significats, vegeu «Francesc Oliver de Boteller». |

Francesc Oliver i de Boteller (?, segle xvi - ?, segle xvi). Canonge i prior de Tortosa i President de la Generalitat de Catalunya (1530-1533).
Va ser nomenat president de la Generalitat el 22 de juliol de 1530, en una extracció feta a Manresa, ja que la Diputació era fora de Barcelona per la pesta.
Era germà de Lluís Oliver i de Boteller, vescomte de Castellbò i parent dels futurs presidents de la Generalitat: Pere Oliver de Boteller i de Riquer, canonge de Tortosa i Francesc Oliver de Boteller, abat de Poblet.
Havia format part de l'ambaixada que va visitar al papa Adrià d'Utrecht en 1522. Va participar en les Corts de Montsó (1542) i (1547).